# Roan Johnson
Pour les articles homonymes, voir Johnson.
Roan Johnson, né en 1975 à Londres, est un écrivain, metteur en scène et réalisateur de cinéma italien.

## Biographie
Roan Johnson est né à Londres d'un père anglais et d'une mère originaire de Matera en Basilicate. Il a grandi à Pise, où il a obtenu une laurea en lettres modernes. En 1999, il déménage à Rome où il fréquente la scuola nazionale di cinema (faisant partie du Centro sperimentale di cinematografia).
Sa carrière débute comme metteur en scène pour la télévision. Il a écrit Il commissario De Luca, tiré des romans de Carlo Lucarelli, La strana coppia, série télévision de 2007 ainsi que les deux séries Raccontami.
Pour le cinéma, il a été metteur en scène de Ora o mai più de Lucio Pellegrini, il a dirigé l'épisode Il terzo portiere du film 4-4-2 - Il gioco più bello del mondo produit par Paolo Virzì et a supervisé la mise en scène de è stato supervisore alla sceneggiatura di Sinestesia.
En 2010, il a publié son premier roman chez Einaudi Prove di felicità a Roma Est primé par le prix littéraire pour la première œuvre «Giuseppe Berto».
En 2011, il réalise son premier film en tant que réalisateur I primi della lista, interprété entre autres par Claudio Santamaria.
Outre la littérature et le cinéma, il a donné des cours sur le cinéma : 
- Enseignant du cours : Italian Cinema (2008, John Cabot University, Rome)
- Enseignant lors de séminaires de mise en scène pendant le 63e festival de Venise et le 6e festival indépendant de Foggia (2006-2007, Cinema-giovani, Venise-Foggia)
- Enseignant du laboratoire de mise en scène de l'Université de Pise - Lettres et Philosophie - (CMT) (2003-2007)

## Filmographie
- 2005 : 4-4-2 - Il gioco più bello del mondo, épisode Il terzo portiere
- 2011 : I primi della lista
- 2014 : Fino a qui tutto bene (it)
- 2016 : Piuma

### Mise en scène
- Ora o mai più, régie de Lucio Pellegrini(2002),
- Il sostituto, régie de Claudio Cicala (2004) - Court métrage,
- Il Commissario De Luca - Via Delle Oche tiré des romans de Carlo Lucarelli (2005),
- Raccontami (12 épisodes, 2006 - 2008) - Série TV,
- 4-4-2 - Il gioco più bello del mondo, épisode Il terzo portiere (2005),
- La strana coppia (2006) - Série TV,
- Sinestesia, régie de Erik Bernasconi (2008),
- I primi della lista (2011).

## Publication
- Prove di felicità a Roma Est, éditeur Enaudi, (2010) Prix Giuseppe Berto.